# Натарово
Натарово (каз. Натарово, до 1942 г. — Воронцовка) — упразднённое село в Кербулакском районе Жетысуской области Казахстана. Входило в состав Развильнинского (ныне Жайнак батырского) сельского округа. Упразднено в период между 1986 по 1989 гг.

## География
Располагалось в 3 км к северо-западу от села Жаналык.

## Этимология
Первоначально называлось Воронцовка, в 1942 г. было принято решение о переименовании села в честь И. М. Натарова — панфиловца, Героя Советского Союза, до войны проживавшего в селе.

## Население
На карте 1984 г. в селе значатся 30 человек.